# Espírito Santo do Dourado
Espírito Santo do Dourado là một đô thị thuộc bang Minas Gerais, Brasil. Đô thị này có diện tích 263,849 km², dân số năm 2007 là 4293 người, mật độ 16,1 người/km².